# Nordisk Kennelunion
Nordisk Kennelunion (NKU) er en samarbejdsunion mellem de nordiske landes nationale kennel klubber, som hver især føre stambogsregister af de hunderacer, der er registreret i de enkelte lande. Formålet med unionen er at standardisere og forenkle regler og retningslinjer, udstillinger og konkurrencer samt jagt - og brugsprøver etc.
Alle kennel klubber i NKU er individuelle medlemmer af Fédération Cynologique Internationale (FCI) og anerkender derfor også automatisk de hunderacer, regler og retningslinjer, som organisationen har.

Hver af de nordiske kennel klubber bestemmer selv, om de ønsker at anerkende nye hunderacer i deres eget land. Indenfor NKU er der en aftale, at de racer, der er anerkendt af et land også er anerkendt af de andre medlemmer. Dette sker dog ikke automatisk, når det kommer til nationale racer, som det er tilfældet med for eksempel Gotlandsstøver og Dansk spids. Derfor findes der hunderacer som er anerkendt i samtlige nordiske lande, men som ikke er anerkendt af FCI. 
Hunderacer, der er anerkendt af en af de nationale kennel klubber i unionen, registreres automatisk af Unionen som helhed, men ikke nødvendigvis af FCI.

## NKU:s medlemsorganisationer
- Dansk Kennel Klub
- Hundaræktarfélag Islands (Islands kennelklub)
- Norsk Kennel Klub
- Suomen Kennelliitto-Finska Kennelklubben
- Svenska Kennelklubben